# Adenska kriza
Adenska kriza, bio je ustanak protiv okupacijskih snaga bivšeg Britanskog carstva u Britanskom protektoratu Južnoj Arabiji, danas dijelom Jemena. Djelimice nadahnuto Naserovim panarabizmom, izbio je 14. listopada 1963. bacanjem granate na okupljene britanske služenike u RAF-ovoj postaji na adenskoj zračnoj luci. Na tu je akciju proglašeno izvanredno stanje u britanskoj krunskoj koloniji Adenu i njenom zaleđu, Protektoratu Adenu. Na jednoj su se strani našle britanske snage i snage Federacije Južne Arabije, a na drugoj Nacionalna oslobodilačka fronta (NLF), Fronta za oslobođenje okupiranoga Južnog Jemena (FLOSY) koje su pomagali Egipat, Arapska Republika Jemen i SSSR. Izvanredno stanje razbuktalo se 1967. godine i požurilo je kraj britanske vladavine koja je u ovim krajevima započela 1839. godine. 30. studenoga 1967. godine britanske su se snage povukle i proglašen je neovisni DNR Jemen. 
Adenska kriza je znana i pod imenom Radfanski ustanak, po borbama u Radfanu, koje su bile dio Adenske krize.

## Vanjske poveznice
- Britain's Small Wars (eng.)
- Foreign Office documents concerning Aden, Yemen and the Aden emergency of 1963–1967[neaktivna poveznica] (eng.)